# Edward de Toll
Edward de Toll, właściwie: Eduard von Toll (ur. 1805 w Lucynie, zm. 16 lipca 1853 w Janowie Lubelskim) – z pochodzenia Niemiec bałtycki, oficer rosyjski, urzędnik cywilny w Królestwie Polskim.

## Życiorys
W okresie powstania listopadowego został adiutantem placu w Lublinie, potem był adiutantem naczelnika wojennego województwa lubelskiego (guberni lubelskiej). W latach 1838–1847 był prezydentem miasta Lublina, potem naczelnikiem powiatu zamojskiego.
Pochowany na cmentarzu ewangelickim w Lublinie.